# ماكس ماسون
ماكس ماسون (بالإنجليزية: Max Mason)‏ هو رياضياتي وفيزيائي أمريكي، ولد في 26 أكتوبر 1877 في ماديسون في الولايات المتحدة، وتوفي في 23 مارس 1961 في كلاريمونت في الولايات المتحدة.

## وصلات خارجية
- ماكس ماسون على موقع الموسوعة البريطانية (الإنجليزية)